# Thel
Thel är en kommun i departementet Rhône i regionen Auvergne-Rhône-Alpes i östra Frankrike. Kommunen ligger i kantonen Lamure-sur-Azergues som tillhör arrondissementet Villefranche-sur-Saône. År 2018 hade Thel 338 invånare.

## Befolkningsutveckling
Antalet invånare i kommunen Thel
| Referens: INSEE |